# Lac Albert
Pour les articles homonymes, voir Lac Albert (Nouvelle-Galles du Sud).
Le lac Albert est l'un des grands lacs africains. C'est le septième lac d'Afrique par la superficie. Ses autres noms sont : Albert Nyanza, M'vouta-N'zighé ou Mwitanzige en langues bantoues, et anciennement lac Mobutu Sese Seko. Il est l'un des plus riches en poissons du monde.

## Origine du nom
En 1864, l'explorateur Samuel Baker et l’exploratrice Florence Baker furent les premiers Européens à découvrir le lac. Ils le nommèrent d'après le conjoint, alors récemment décédé, de la reine Victoria : Albert de Saxe-Cobourg-Gotha.

## Géographie

### Localisation
Le lac Albert se trouve au centre du continent africain, à la frontière entre l'Ouganda et la république démocratique du Congo — frontière matérialisée par la ligne grise de l'illustration. Le lac Albert est le plus septentrional de la chaîne de lacs de la vallée du Grand Rift. Il est long d'environ 160 kilomètres et 30 kilomètres de large, avec une profondeur maximale de 51 mètres, à une altitude de 619 m.
Le lac fait partie du système compliqué du Nil supérieur. Ses sources principales sont le Nil Victoria, provenant du lac Victoria au sud-est, et la rivière Semliki, en provenance du lac Édouard au sud-ouest. Sa sortie, à l'extrémité nord du lac, est le Nil Blanc (ou Nil Albert), également connu sous le nom de Nil des montagnes lorsqu'il pénètre au Soudan.

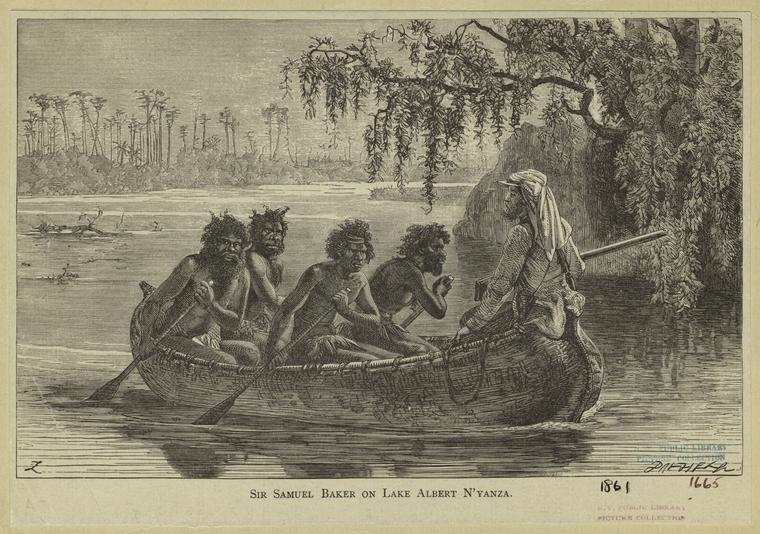
L'explorateur Samuel Baker sur le lac Albert N'yanza

À l'extrémité sud du lac, où débouche la Semliki, se trouve un marécage, tandis que les monts Bleus bordent la rive nord-ouest. Les localités de Butiaba (en) et Pakwach bordent le lac.
La flotte de pêche sur le lac Albert est passée de 760 bateaux au milieu des années 1960 à près de 6 000 en 2011.

## Économie
Des gisements de pétrole sont découverts dans le lac en 2006, en 2012, leur exploitation est envisagée pour 2014.
La compagnie pétrolière Oil of DRCongo, filiale du groupe minier Fleurette appartenant à l'homme d'affaires israélien Dan Gertler, proche du chef de l'État congolais Joseph Kabila, annonce la découverte d'une réserve de trois milliards de barils de pétrole sous le lac Albert, à l'est de l'ex-Zaïre, qui pourrait selon elle augmenter de 25% le PIB de ce pays avec une production de 50 000 barils par jour ; une réserve du même ordre pourrait se trouver du côté ougandais du lac,.
Le 25 décembre 2020, un bateau, transportant plus de 50 personnes entre Songa Lendu et Pakwach, fait naufrage. Au moins 26 personnes y trouvent la mort. La même année déjà, en juin 2020, un précédent naufrage avait causé la mort de 18 personnes.